# Juan Coll-Barreu
Juan Coll-Barreu (nacido en 1968 en Huesca, España)  es un arquitecto y profesor español. Su obra arquitectónica ha sido valorada por su carácter experimental y conceptual, en contraste con la reiterada austeridad formal de la arquitectura española reciente.

## Biografía
Doctor arquitecto por la Universidad de Navarra y Universidad de California en Los Ángeles. Es profesor del departamento de Proyectos Arquitectónicos en la Escuela Superior de Arquitectura de Madrid.También ha impartido clases en la Universidad Estatal de Carolina del Norte, entre otras universidades internacionales.

## Proyectos seleccionados
En el desarrollo de su carrera como arquitecto, algunos de sus proyectos más influyentes son la Sede del Departamento de Sanidad del Gobierno Vasco en Bilbao, E8 Building en Vitoria, el Pabellón Olímpico de Hielo en los Pirineos, sede principal del Festival Olímpico de Invierno de la Juventud Europea en 2007, Textured Tower y Firemen House en Bilbao  y el Centro de Control por Satélite Galileo.

## Premios
- Premio COAVN de Edificación (Primer premio, 2001)
- VII Muestra de Arquitectos Jóvenes Españoles (Primer premio, 2002)
- Premio Antonio Camuñas de Arquitectura (Mención de Honor, 2002)
- Premio Internacional VETECO-ASEFAVE (Primer premio, 2004)
- Premio de Arquitectura Contemporánea Mies van der Rohe. (Nominado, 2008)